# 小笠原千代童丸
小笠原 千代童丸（おがさわら ちよどうまる）は、安土桃山時代の人物。

## 生涯
天正19年（1591年）、長く男子が生まれていなかった石見小笠原氏当主・小笠原長旌の子として生まれる。それまで長旌には男子が居なかったため、長旌の後継は長旌の弟・小笠原元枝の子である小笠原長親と定めていたが、その際に長旌に男子が生まれた場合にはその男子を長旌の後継とすることも定めていたため、長親に代わって千代童丸が後継となった。
天正19年8月6日（1591年9月23日）に毛利輝元は千代童丸に書状を送って家督を申し付け、千代童丸が幼少の間の後見は小笠原長親に、千代童丸の傅役は小笠原氏家臣の志谷長通に命じている。
しかし、天正20年（1592年）に2歳で早世し、小笠原元枝が石見小笠原氏の後継となった。